# Hendersonia phragmitis
Hendersonia phragmitis är en svampart som beskrevs av Desm. 1853. Hendersonia phragmitis ingår i släktet Hendersonia och familjen Phaeosphaeriaceae.   Inga underarter finns listade i Catalogue of Life.